# Sinar Harapan Mulya
Sinar Harapan Mulya is een bestuurslaag in het regentschap Ogan Komering Ilir van de provincie Zuid-Sumatra, Indonesië. Sinar Harapan Mulya telt 1418 inwoners (volkstelling 2010).